# Leschelle
Leschelle ist eine französische Gemeinde mit 269 Einwohnern (Stand 1. Januar 2022) im Département Aisne in der Region Hauts-de-France (vor 2016 Picardie). Sie gehört zum Arrondissement Vervins, zum Kanton Guise und zum Kommunalverband Thiérache du Centre.

## Geographie
Die Gemeinde Leschelle liegt im Norden der Landschaft Thiérache am Fluss Iron, 16 Kilometer nordwestlich von Vervins. Nachbargemeinden von Leschelle sind Esquéhéries im Nordwesten und Norden, Le Nouvion-en-Thiérache im Nordosten, Buironfosse im Osten, Chigny im Süden sowie Lavaqueresse und Dorengt im Westen.

## Bevölkerungsentwicklung
| Jahr                       | 1962 | 1968 | 1975 | 1982 | 1990 | 1999 | 2006 | 2014 | 2022 |
| Einwohner                  | 453  | 415  | 335  | 351  | 305  | 282  | 270  | 279  | 269  |
| Quellen: Cassini und INSEE |      |      |      |      |      |      |      |      |      |

## Sehenswürdigkeiten
- Kirche Saint-Pierre
- Schloss
- Wasserturm im Ortsteil Les Quatre Chemins

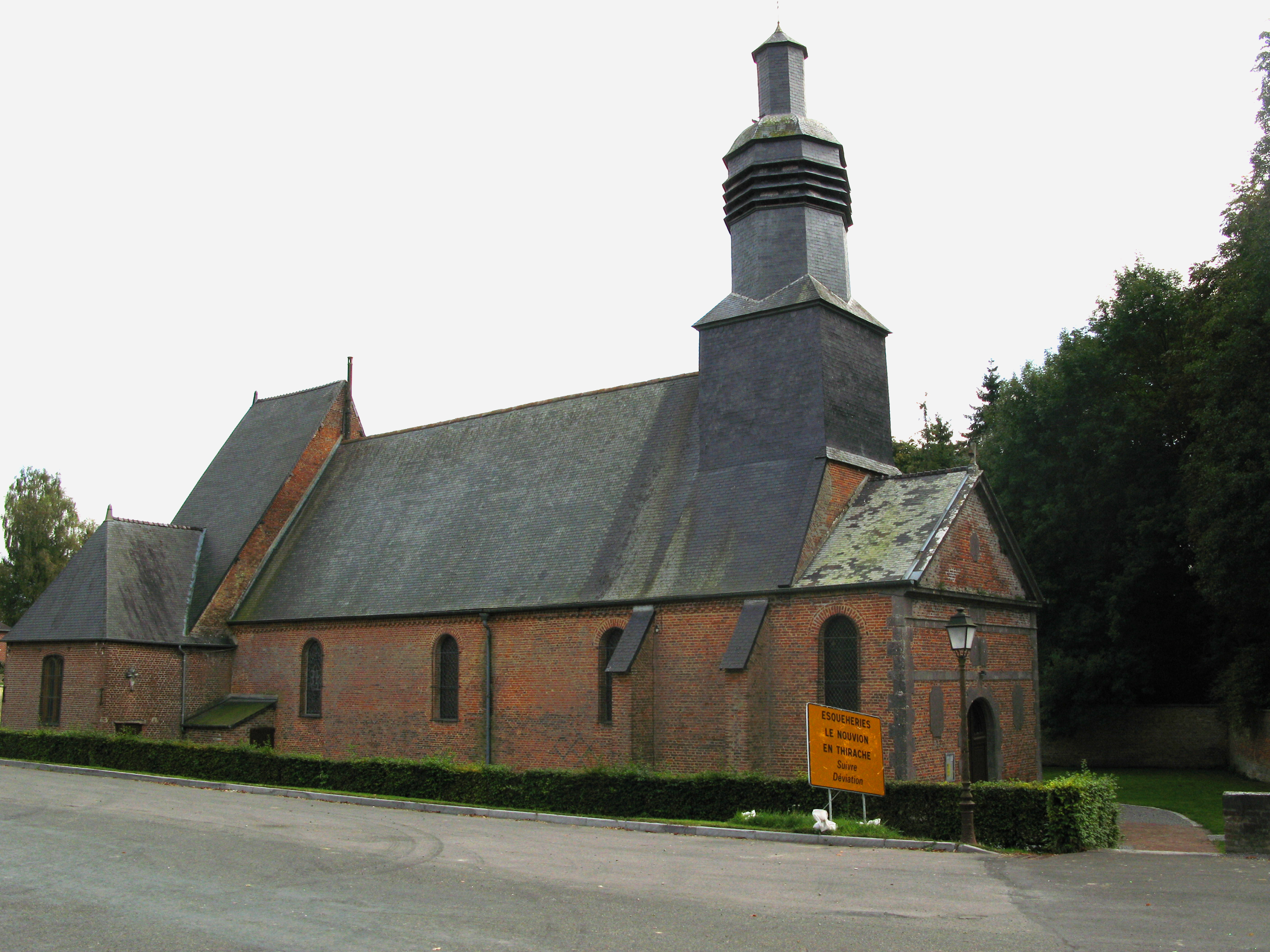
Kirche Saint-Pierre